# Raybaudia
Raybaudia is een geslacht van weekdieren uit de klasse van de Gastropoda (slakken).

## Soorten
- Raybaudia joycae (Clover, 1970)
- Raybaudia porteri (C. N. Cate, 1966)